# Rivera de Hierro
La rivera de Hierro es un río del suroeste de la península ibérica, perteneciente a la cuenca hidrográfica del Guadalquivir, que discurre por el territorio del norte de la provincia de Huelva. 

## Curso
La rivera de Hierro nace en la sierra de Aracena, en el término municipal de Arroyomolinos de León, donde convergen la rivera de Mariprado y el arroyo de Valdelamadera. Realiza un recorrido de unos 25 km, en dirección norte-sur a través de los términos de Cala y Zufre, hasta su desembocadura en la rivera de Huelva aguas abajo de la  presa de Aracena. 

## Toponimia
El curso de este río conecta el yacimiento arqueológico de El Trastejón con las minas de Cala, lugar donde se han hallado vestigios de minería prehistórica, por lo que es posible que este corredor natural reciba su nombre por su papel estratégico en la economía metalúrgica de la zona.